# Язильница
Язильница — река в России, протекает в Оричевском районе Кировской области. Устье реки находится в 496 км по левому берегу реки Вятки. Длина реки составляет 20 км, площадь водосборного бассейна 268 км². В 1,8 километрах от устья принимает слева реку Чернушка.
Исток реки расположен в обширных торфяниках в 10 км к юго-востоку от Котельнича. В верхнем течении река превращена в зарегулированный канал среди торфоразработок, в нижнем — течёт по ненаселённому лесному массиву. Генеральное направление течения — юг. Притоки Чернушка, Ширмановка (левые); Проска (правый). Впадает в Вятку выше села Суводи.

## Данные водного реестра
По данным государственного водного реестра России относится к Камскому бассейновому округу, водохозяйственный участок реки — Вятка от города Котельнич до водомерного поста посёлка городского типа Аркуль, речной подбассейн реки — Вятка. Речной бассейн реки — Кама.
Код объекта в государственном водном реестре — 10010300412111100036139.